# Justine Le Pottier

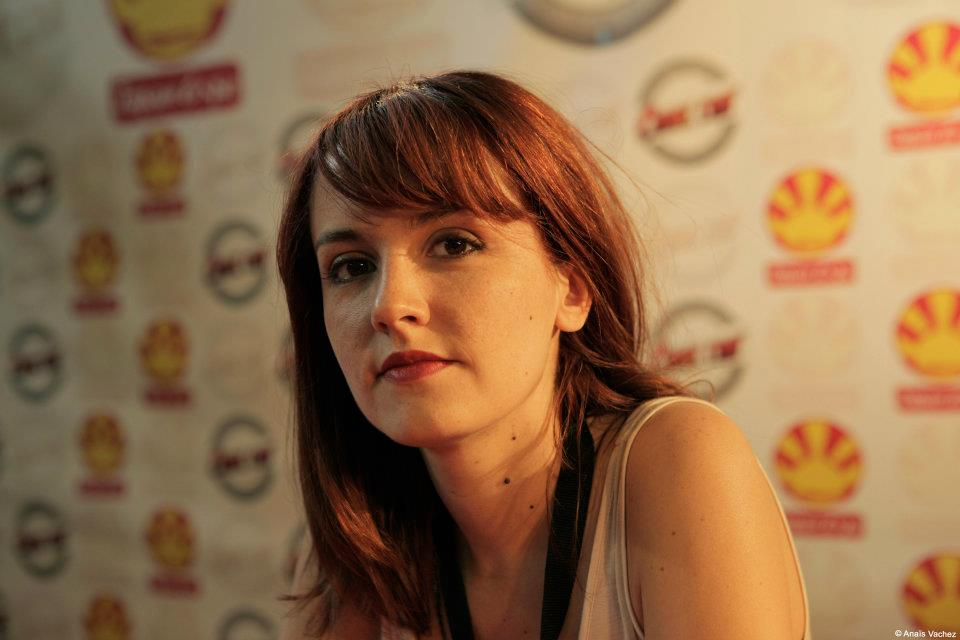
Justine Le Pottier auf der Comic-Con 2012.

Justine Le Pottier (* 5. März 1983 in Saint-Malo) ist eine französische Schauspielerin und Drehbuchautorin.
Nach einigen Auftritten in Kurzfilmen spielte sie 2005 in dem Kinofilm Der wilde Schlag meines Herzens. Sie wurde durch ihre Auftritte in der Webserie Le Visiteur du futur und des Sketch-Formats Golden Moustache bekannt. Daneben spielte sie in der Comedyserie Hero Corp auf dem Sender France 4.

## Filmografie
- 2005: Der wilde Schlag meines Herzens (De battre mon cœur s’est arrêté)
- 2009–2013: Le visiteur du futur (Fernsehserie, 29 Folgen)
- 2010: Catch moi si tu peux (Fernsehserie)
- 2011: J’irai loler sur vos tombes (Fernsehserie, eine Folge)
- 2011: J’ai jamais su dire non (Fernsehserie, eine Folge)
- 2011: Le Golden Show (Fernsehserie)
- 2011–2012: Karaté Boy (Fernsehserie, 12 Folgen)
- 2012: The Day the Earth Stopped Masturbating (Kurzfilm)
- 2013: Le juge est une femme (Fernsehserie, eine Folge)
- 2013: Roll Shaker (Fernsehserie, eine Folge)
- 2013: Hero Corp (Fernsehserie, 6 Folgen)
- 2015: Les dissociés
- 2015: Reboot (Fernsehserie, eine Folge)
- 2015: On reste amis (Kurzfilm)